# 诺艾恩
诺艾恩（西班牙語：Noáin）是西班牙纳瓦拉的一个市镇。总面积48.15平方公里，总人口8367人（2022年），人口密度174人/平方公里。